# Tre tigri contro tre tigri
Pour plus de détails, voir Fiche technique et Distribution.
Tre tigri contro tre tigri est un film italien de Sergio Corbucci et Steno, sorti en 1977.

## Synopsis
Le film est composé de trois sketches : 
1. Don Cimbolano (Renato Pozzetto), curé de campagne, ne voit son église se remplir qu'après que la rumeur a couru qu'il aurait couché avec la femme du pasteur protestant (Cochi Ponzoni) ;
2. Un représentant (Enrico Montesano) est piégé par une jeune femme noble et libertine (Dalila Di Lazzaro), en fait jouant pour une caméra cachée dirigée par Nanni Loy ;
3. Un avocat souffrant de phobie des moyens de transport (Paolo Villaggio) doit suivre sa supérieure (Anna Mazzamauro) dans une aventure aérienne rocambolesque.

## Fiche technique
- Titre français : Tre tigri contro tre tigri
- Réalisation : Sergio Corbucci et Steno
- Scénario : Sergio Corbucci, Steno, Mario Amendola, Franco Castellano, Giacomo Guerrini, Giuseppe Moccia, Cochi Ponzoni et Renato Pozzetto
- Photographie : Marcello Gatti et Emilio Loffredo
- Musique : Guido et Maurizio De Angelis
- Production : Renato Infascelli et Fulvio Lucisano
- Pays d'origine : Italie
- Genre : comédie
- Date de sortie : 1977

## Distribution
- Renato Pozzetto : Don Cimbolano
- Cochi Ponzoni : Joe Martini
- Enrico Montesano : Oscar Bertoletti
- Dalila Di Lazzaro : la comtesse
- Paolo Villaggio : Me Scorza, avocat
- Giuseppe Anatrelli : le mari de la comtesse
- Corinne Cléry : la nourrice
- Nanni Loy : lui-même